# الطريقة الكرزازية
الطريقة الكرزازية هي طريقة صوفية تنسب إلى مؤسسها أحمد بن موسى الكرزازي المتوفى سنة 1016 هـ. ينتمي إليها الكثير من الأشخاص في الجزائر مقرها كرزاز ولاية بشار بالجزائر. لهم علامة في السبحة الخاصة بالذكر والتي تميزهم عن باقي الطرق الصوفية.
ظهرت في الجنوب الغربي للجزائر، وتعتمد الكرزازية السلسلة الشاذلية، فهي تُنسب إلى أبي الحسن الشاذلي وتلاميذه، لكن أحمد الكرزازي أضاف البسملة إلى أذكار الصبح حيث تكرر خمسمائة مرة، وتمر السلسلة في أحفاد الكرزازي إلى أن تصل إلى الشيخ بن محمد المتوفى سنة 1881، ثم أحمد بن الكبير بوحجاجة المتوفى سنة 1896، ثم عبد الرحمن بن محمد، وهو الخامس عشر في السلسلة، والذي كان شيخًا للزاوية سنة 1897.